# Бар-Нанн (Вайоминг)
Бар-Нанн (англ. Bar Nunn, Wyoming) — город, расположенный в округе Натрона (штат Вайоминг, США) с населением в 936 человек по статистическим данным переписи 2000 года.
Бар-Нанн построен в 1980 году от взлётно-посадочной полосы бывшего аэропорта города Каспер.

## География
По данным Бюро переписи населения США город Бар-Нанн имеет общую площадь в 5,18 квадратных километров, водных ресурсов в черте населённого пункта не имеется.
Город Бар-Нанн расположен на высоте 1611 метров над уровнем моря.

## Демография
| Год переписи | Нас. |  | %±    |
| ------------ | ---- |  | ----- |
| 1990         | 835  |  | —     |
| 2000         | 936  |  | 12,1% |
| 1990–2000    |      |  |       |

По данным переписи населения 2000 года в Бар-Нанне проживало 936 человек, 252 семьи, насчитывалось 315 домашних хозяйств и 339 жилых домов. Средняя плотность населения составляла около 177 человек на один квадратный километр. Расовый состав Бар-Нанна по данным переписи распределился следующим образом: 93,80 % — белых, 0,53 % — чёрных или афроамериканцев, 1,18 % — коренных американцев, 0,11 % — азиатов, 0,53 % — выходцев с тихоокеанских островов, 1,82 % — представителей смешанных рас, 2,03 % — других народностей. Испаноговорящие составили 4,81 % от всех жителей города.
Из 315 домашних хозяйств в 46,0 % — воспитывали детей в возрасте до 18 лет, 66,7 % представляли собой совместно проживающие супружеские пары, в 7,9 % семей женщины проживали без мужей, 20,0 % не имели семей. 13,3 % от общего числа семей на момент переписи жили самостоятельно, при этом 1,3 % составили одинокие пожилые люди в возрасте 65 лет и старше. Средний размер домашнего хозяйства составил 2,97 человек, а средний размер семьи — 3,26 человек.
Население города по возрастному диапазону по данным переписи 2000 года распределилось следующим образом: 33,0 % — жители младше 18 лет, 9,5 % — между 18 и 24 годами, 31,8 % — от 25 до 44 лет, 21,7 % — от 45 до 64 лет и 4,0 % — в возрасте 65 лет и старше. Средний возраст жителей составил 32 года. На каждые 100 женщин в Бар-Нанне приходилось 103,9 мужчин, при этом на каждые сто женщин 18 лет и старше приходилось 103,6 мужчин также старше 18 лет.
Средний доход на одно домашнее хозяйство в городе составил 40 313 долларов США, а средний доход на одну семью — 42 000 долларов. При этом мужчины имели средний доход в 32 431 доллар США в год против 18 636 долларов среднегодового дохода у женщин. Доход на душу населения в городе составил 15 045 долларов в год. 8,0 % от всего числа семей в округе и 12,3 % от всей численности населения находилось на момент переписи населения за чертой бедности, при этом 16,2 % из них были моложе 18 лет и 12,5 % — в возрасте 65 лет и старше.